# Pareledone charcoti
Pareledone charcoti o pulpo de Charcot es una especie de pulpo de la Familia Megaleledonidae.

## Descripción
Es un pulpo de tamaño moderado, y robusto en forma, cuya Longitud del Manto (LM) máxima es 6,5 cm, y la Longitud Total (LT) máxima es de 21 cm.
Se caracteriza por tener dos papilas supraoculares, cada una sobre un ojo. El resto de papilas dorsales son irregulares, simples, elevadas y planas arriba. Mientras que la superficie ventral del manto es lisa, sin papilas, y presenta una cresta cutánea (o pliegue lateral, blanquecino) alrededor del margen lateral del manto, donde se detiene el patrón de papilas.
Los cromatóforos están presentes en la superficie dorsal y ausentes en la superficie ventral. Posee leucóforos en la región de la cabeza, entre ambos ojos.
Es de color rosáceo y café normalmente, pero cuando está activo o alerta cambia a púrpura y café dorsalmente, y ventralmente a un blanco crema.
Los brazos poseen ventosas uniseriadas.
El tercer brazo derecho del macho está hectocotilizado, con 26-28 ventosas.

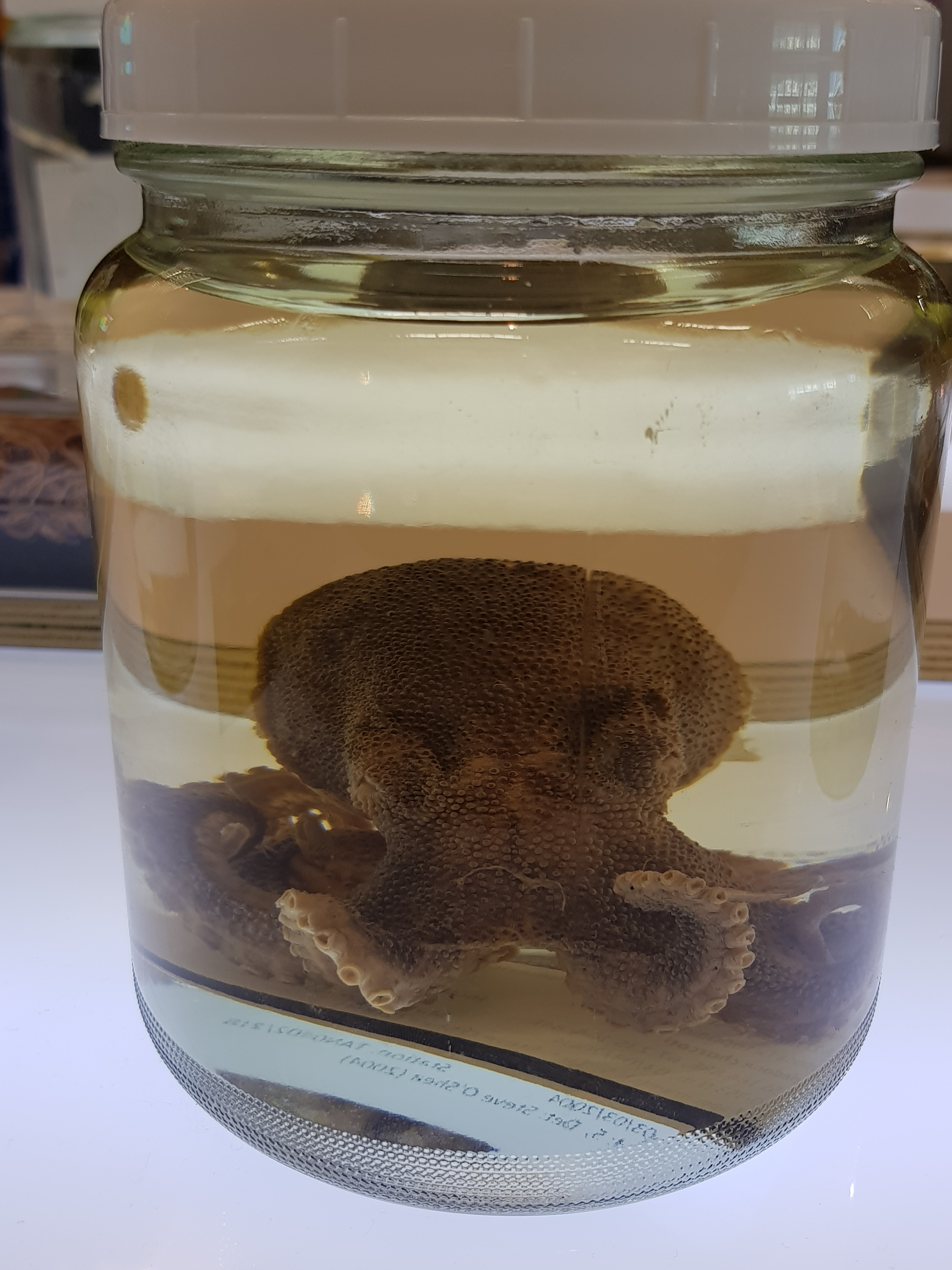
Un ejemplar de Pareledone charcoti conservado en el instituto NIWA, Nueva Zelanda.

## Distribución y hábitat
Antártida y océano Atlántico suroeste.
Vive comúnmente a menos de 120 de profundidad, en sustratos de barro o arena con guijarros y rocas, y entre esponjas, gorgonáceas y briozoos.